# قارچ صدفی (گونه)
قارچ صدفی (نام علمی: Pleurotus ostreatus) نام یک گونه از سرده قارچ صدفی است. قارچ صدفی به دلیل داشتن ترکیب بنزالدئید بویی شبیه انیسون دارد. قارچ صدفی کلاهی صدفی یا بادبزنی شکل و پهن دارد. رنگ آن از خاکستری تا قهوه‌ای تیره متغیر است. حاشیه کلاهک قارچ صدفی وقتی که هنوز جوان است، به سمت داخل پیچ خورده، صاف و نرم است. گوشت کلاهک سفت و سفید است. تیغه‌های زیر کلاهک سفید تا کرمی رنگ هستند. اسپورهای این قارچ سفید تا خاکستری هستند و بر روی یک زمینه تاریک کاملاً دیده می‌شوند. ساقه قارچ گاهی اوقات وجود ندارد. در صورت وجود نیز، کوتاه و ضخیم است. این قارچ نوعی ساپروفیت است که به عنوان یک تجزیه کننده اولیه بر روی چوب، به خصوص چوب درختان خزاندار و درختان ساحلی رشد می‌کند. این نوع قارچ در اغلب قسمت‌های دنیا رشد می‌کند به استثنای آمریکای شمالی در شمال غرب اقیانوس آرام. قارچ صدفی جزء معدود قارچ‌هایی است که به عنوان قارچ گوشتخوار شناخته می‌شود و می‌تواند نماتدها را از بین ببرد. عقیده بر این است که این قارچ از این طریق نیتروژن کسب می‌کند. قارچ صدفی می‌تواند به سرعت بر روی چوب درختان مرده رشد کرده و گسترش یابد. در واقع، این قارچ‌ها از طریق برگرداندن مواد معدنی و آلی موجود در گیاهان مرده به اکوسیستم سبب تعادل آن می‌شوند. البته ویژگی این قارچ در ارتباط با رشد آن بر روی درختان باعث آسیب به صنایع چوب و جنگلداری منطقه نیوزیلند شده و به همین دلیل، در این منطقه به عنوان قارچی نامطلوب در نظر گرفته می‌شود.